# John Copley, 1.º Barão Lyndhurst
John Singleton Copley, 1.º Barão Lyndhurst PC, KS, FRS (21 de maio de 1772 - 21 de outubro de 1863) foi um jurista e político britânico, por três vezes foi Lord Chancellor. 

## Biografia
Lyndhurst nasceu em Boston, Massachusetts, Estados Unidos, filho do pintor John Singleton Copley e sua esposa Susanna Farnham (née Clarke), e foi educado em uma escola particular e na Trinity College, em Cambridge, onde se graduou como o segundo wrangler.
Em 1813, foi apontado como serjeant-at-law. O desempenho de Lyndhurst chamou a atenção de Lord Castlereagh e outros líderes conservadores, e ele entrou como membro do parlamento para Yarmouth na Ilha de Wight. Ele depois elegeu-se por Ashburton (1818-1826) e pela Universidade de Cambridge (1826-1827). Em dezembro de 1818, foi nomeado King's Serjeant. Em 1827, foi nomeado pela primeira vez Lord Chancellor. Com sua nomeação para este último cargo, ele foi elevado à nobreza de Barão Lyndhurst, de Lyndhurst, no condado de Southampton.
Ele foi o Lord Chief Baron of the Exchequer entre 1831-1834. Durante o governo de Melbourne ele figurou como um visivelmente obstrucionista na Câmara dos Lordes. Seu ex-adversário Lord Brougham, revoltado com o tratamento pelos líderes Whig, logo se tornou seu aliado mais poderoso na oposição. Lyndhurst foi Lord Chancellor entre 1827-1830, 1834-1835, e 1841-1846. Como ele era em consideração à emancipação dos católicos, por isso, a agitação contra as Corn Laws, ele se opôs reforma até Peel, seu chefe, dar o sinal para concessão.